# AfterMASH
AfterMASH è una serie televisiva statunitense, trasmessa per 2 stagioni (dal 1983 al 1985) dalla rete televisiva CBS. È uno spin-off della serie M*A*S*H.
La prima stagione, 20 episodi, ebbe un buon riscontro di pubblico (al 15º posto nella classifica di audience del 1983) sull'onda dei clamoroso successo della puntata di addio di M*A*S*H (che risulta essere la più vista della storia della televisione americana con 105,9 milioni di telespettatori). Tuttavia, lo spostamento nel palinsesto della seconda stagione, e lo scontro con l'A-Team proposto dalla NBC (su cui era stata impostata la campagna pubblicitaria della CBS) videro un clamoroso crollo degli ascolti (al 90º posto) e la serie fu cancellata dopo 8 episodi trasmessi ed uno mai andato in onda.

## Trama
La serie è ambientata subito dopo la fine della guerra di Corea e racconta le avventure di tre personaggi della serie originale: il colonnello Potter (interpretato da Harry Morgan), Klinger (interpretato da Jamie Farr) e Padre Mulcahy (interpretato da William Christopher).
Un altro personaggio di M*A*S*H apparve come guest star in due episodi: per il Caporale Walter "Radar" O'Reilly (Gary Burghoff) doveva essere il lancio di una serie a lui dedicata, W*A*L*T*E*R, di cui però fu realizzato solo l'episodio pilota.
Nell'episodio pilota "September of '53/Together Again", della durata di un'ora, il colonnello Potter torna a casa dalla Corea dalla moglie Mildred (Barbara Townsend) ad Hannibal, nel Missouri. Presto trova il pensionamento soffocante, e Mildred gli suggerisce di tornare al lavoro.

## Personaggi
- Dr. Sherman T. Potter (29 episodi, 1983-1984), interpretato da Harry Morgan.
- Maxwell 'Max' Q. Klinger (29 episodi, 1983-1984), interpretato da Jamie Farr.
- Padre Francis Mulcahy (29 episodi, 1983-1984), interpretato da William Christopher.
- Soon-Lee Klinger (25 episodi, 1983-1984), interpretata da Rosalind Chao.
- Alma Cox (22 episodi, 1983-1984), interpretato da Brandis Kemp.
- Mildred Potter (18 episodi, 1983-1984), interpretata da Barbara Townsend.
- Michael D'Angelo (18 episodi, 1983-1984), interpretato da John Chappell.
- Bob Scannell (17 episodi, 1983-1984), interpretato da Patrick Cranshaw.
- Dr. Boyer (14 episodi, 1984), interpretato da David Ackroyd
- Dr. Gene Pfeiffer (12 episodi, 1983-1984), interpretato da Jay O. Sanders.
- Wally Wainright (9 episodi, 1984), interpretato da Peter Michael Goetz.
- Mildred Potter (6 episodi, 1984), interpretata da Anne Pitoniak.
- Infermiera Coleman (3 episodi, 1983-1984), interpretata da Lois Foraker.
- Bonnie (2 episodi, 1983), interpretata da Wendy Schaal.
- Elsie Mae Tanner (2 episodi, 1983-1984), interpretata da Elizabeth Kerr.
- Ernie Temple (2 episodi, 1983-1984), interpretato da Timothy Stack.
- Gladys (2 episodi, 1983), interpretata da Anne Haney.
- Walter Eugene 'Radar' O'Reilly (2 episodi, 1984), interpretato da Gary Burghoff.
- Paziente (2 episodi, 1984), interpretato da Richard Partlow.
- Infermiera Parker (2 episodi, 1984), interpretata da Joan Sweeny.

## Episodi
| Stagione         | Episodi | Prima TV originale | Classifica negli ascolti |
| ---------------- | ------- | ------------------ | ------------------------ |
| Prima stagione   | 21      | 1983-1984          | 15                       |
| Seconda stagione | 8       | 1984               | 90                       |

La prima stagione si apre con l'episodio doppio September of '53/Together Again della durata di un'ora.

La seconda stagione prevedeva altri due episodi: Wet Feet mai andato in onda, All Day All Night, Mary Ann mai prodotto.